# Ateuchus lecontei
Ateuchus lecontei är en skalbaggsart som beskrevs av Edgar von Harold 1868. Ateuchus lecontei ingår i släktet Ateuchus och familjen bladhorningar. Inga underarter finns listade.